# Монако (город)
Мона́ко, Мона́ко-Вилль (фр. Monaco-Ville) — административная территория и официальная столица Княжества Монако, расположенная на юге центральной части страны на берегу Средиземного моря. Население — 975 чел. (по данным на 2008 год). Площадь — 185 466 м².

## Этимология
Место упоминается римскими авторами на рубеже нашей эры как точка поклонения Геркулесу — агх или portus Monoecus, где Monoecus — греческое «одиноко живущий» (одно из прозвищ Геркулеса), от латинского агх «замок, крепость», «гора, холм», «прибежище, местопребывание» и portus «порт, пристань, гавань, убежище, прибежище». В 1078 году — Portu Monacho, позже — Monaco (Монако).

## Достопримечательности
Среди основных достопримечательностей — Собор Святого Николая и Океанографический музей, учреждённый князем Альбером І в 1910 году (некоторое время его возглавлял Жак-Ив Кусто). Внимания также заслуживает Часовня милосердия (фр. Chapelle de la Misericorde) — одно из старейших зданий, основанное в 1639 году.

## Галерея

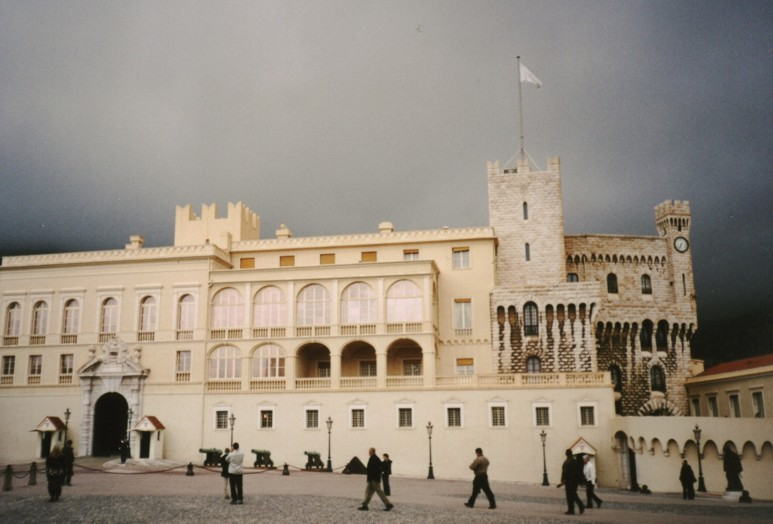
Замок княжеской семьи
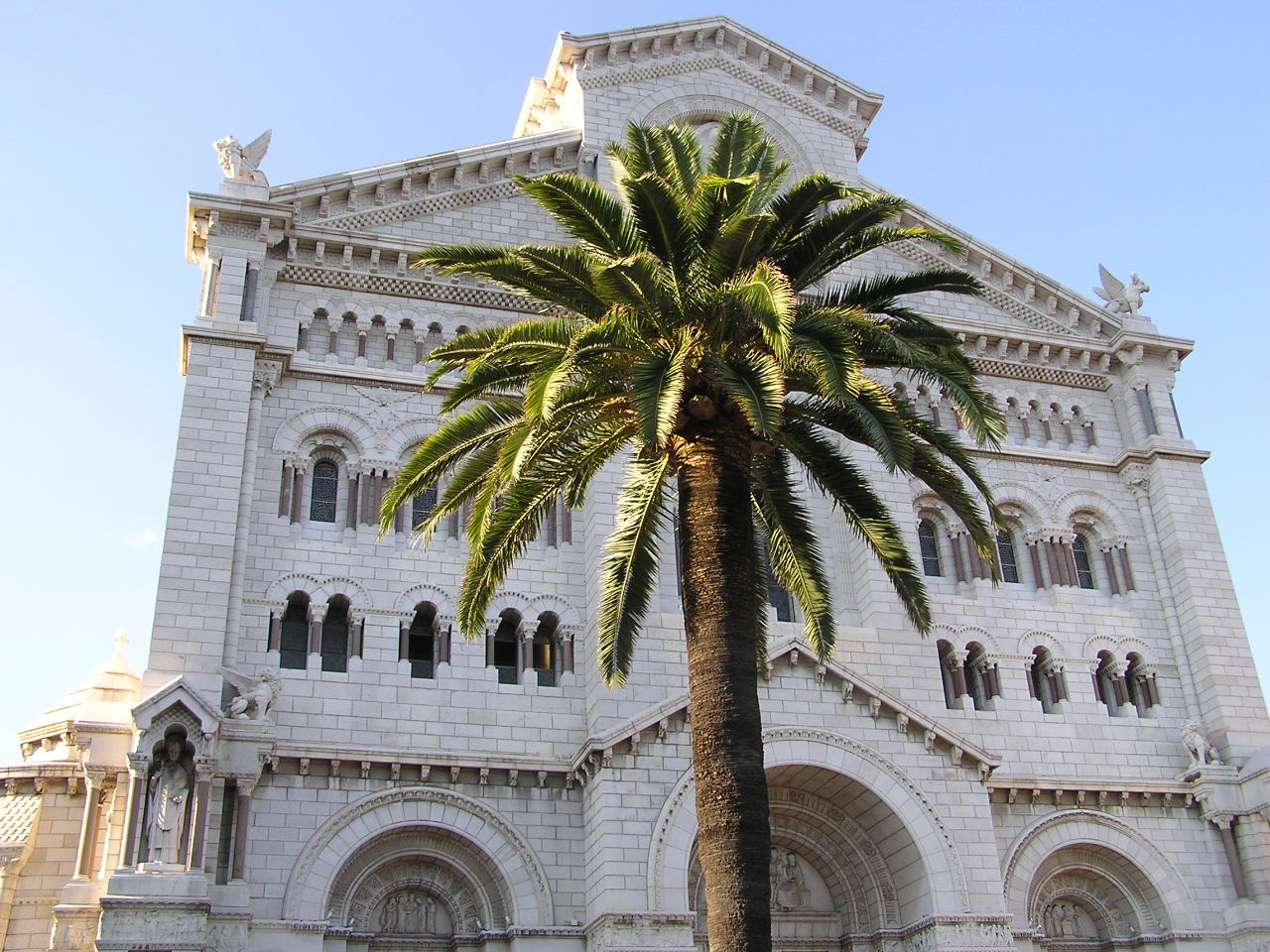
Собор Св. Николая
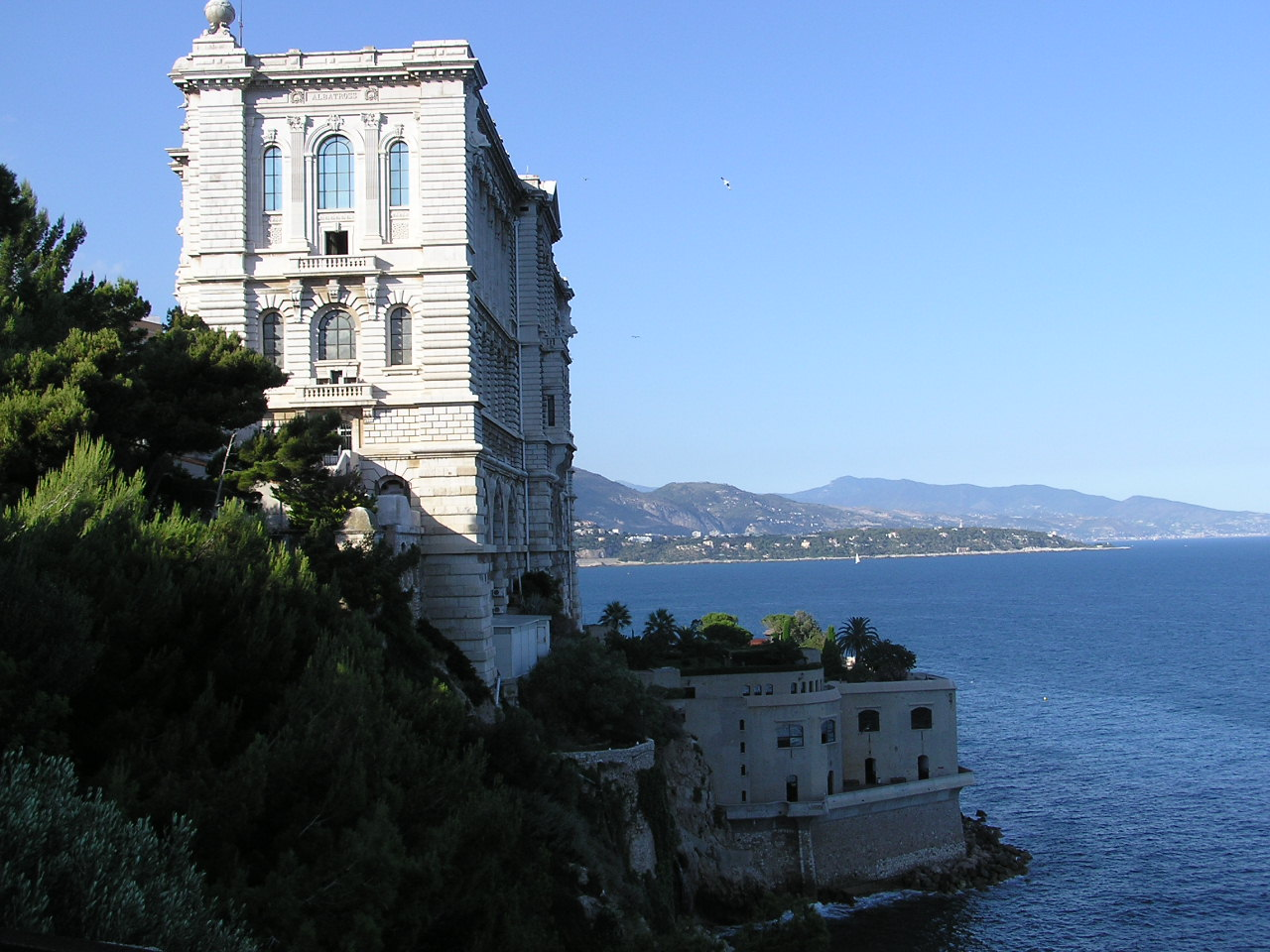
Океанографический музей
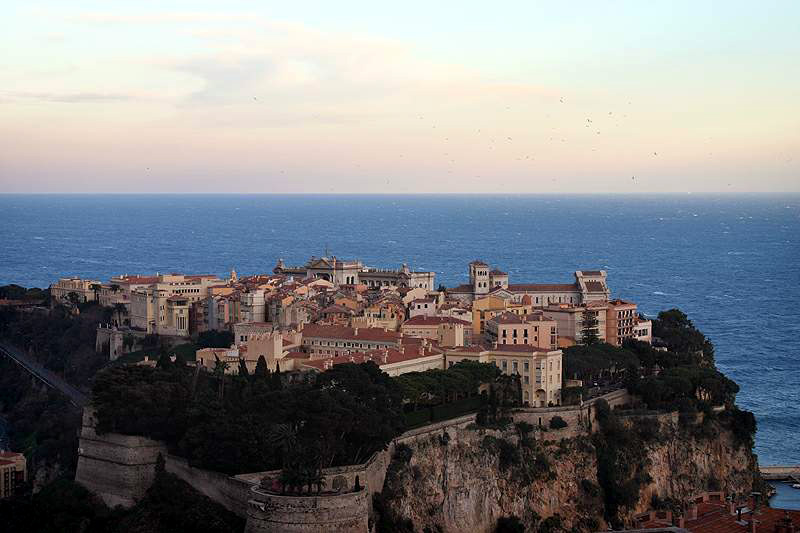
Монако расположен на скале и окружён морем